# Mnesictena antipodea
Mnesictena antipodea is een vlinder uit de familie van de grasmotten (Crambidae). De wetenschappelijke naam van de soort is voor het eerst gepubliceerd in 1956 door John Tenison Salmon.
De soort komt voor in Nieuw-Zeeland.